# Les fous sont lâchés
Les fous sont lâchés est le neuvième album de la série de bande dessinée Les Bidochon créée par Christian Binet, paru en 1987.

## Synopsis
Raymonde souffre d'un ongle incarné au pied droit. Le couple va se frotter au monde effrayant de l'administration française.

## Commentaires
- Dans cet album à l’humour absurde, chaque case est une attaque ciblée contre « les tyranneaux de quartier ».
- S'il y a un fou qui est lâché dans cet album, c'est réellement Binet qui écrase chaque personnage secondaire crétin sous une armoire normande.
- Ces mêmes personnages secondaires de l'album portent tous un nom de poisson
- La dédicace de cet album un peu différente de celle réalisée dans les autres albums.

## Couverture
Robert, complètement paniqué, porte Raymonde, souffrante et le pied bandé. Il hurle quelque chose à la réceptionniste qui, derrière ses barreaux, reste complètement insensible à leurs malheurs.